# 卡特納
卡特納是位于叙利亚霍姆斯省的一座古城，其台形遗址在霍姆斯东北18公里处。该城兴盛于公元前第二千年和第一千年前半期，建有叙利亚青铜时代规模最大的王室宫殿和完整的王室墓葬。